# Interpret Europe
"Європейська асоціація з інтерпретації спадщини" (англ. Interpret Europe – European Association for Heritage Interpretation) - міжнародна благодійна організація, зареєстрована у 2010 році в Німеччині. Її членами є асоціації, установи, компанії та приватні особи, майже 90% яких – з Європи.

## Історія
Поняття «інтерпретація спадщини» почало розвиватися у першій половині 20-го століття в національних парках США, а у 1957 році Фріман Тілден дав його перше визначення. Першою ж національною асоціацією в Європі стала «Асоціація з інтерпретації спадщини Великої Британії», заснована в 1975 році. Interpret Europe, починаючи з 2000 р., розвивалась як відкрита мережа. Офіційне створення її як асоціації було анонсовано 14 липня 2010 року в Словенії.

## Структура
Interpret Europe має дворівневу систему управління, до складу якого входять Правління директорів і Наглядовий комітет. Правління директорів очолює організацію і складається, щонайменше, з двох членів. Кожен член правління директорів уповноважений діяти як законний представник. Правління директорів призначається Наглядовим комітетом, яке має в своєму складі від трьох до дев’яти членів. Наглядовий комітет обирається Генеральною Асамблеєю, що уповноважена затверджувати діяльність Правління директорів і Наглядового комітету.

## Цілі
Interpret Europe стимулює наукові дослідження та практичну діяльність в галузі інтерпретації спадщини.
Інтерпретація спадщини є неформальним освітнім підходом, який спонукає людей відкривати для себе значення, притаманні природній чи культурній спадщині, з власного досвіду, отриманого в процесі пізнання об'єкту спадщини, а також предметів і подій, пов’язаних з ним. Цей підхід є широко поширеним у світі, та застосовується, головним чином, під час відвідування природоохоронних територій, пам'яток, музеїв, зоопарків або ботанічних садів.
Interpret Europe позиціонує себе, як європейську платформу для співпраці та обміну між вищевказаними установами, а також університетами, де забезпечується викладання навчальної дисципліни «інтерпретація спадщини».

## Діяльність
Interpret Europe проводить конференції, бере участь в міжнародних проектах і організовує навчальні заходи.
Програма кожної конференції, як правило, складається приблизно зі 100 презентацій, семінарів та ознайомчих екскурсій, при цьому більшість учасників конференції беруть активну участь в її проведенні. Конференції Interpret Europe відбувалися в Німеччині (2011), Італії (2012), Швеції (2013), Хорватії (2014 рік) і в Польщі (2015). Конференція Interpret Europe 2016 проходила у Бельгії під гаслом "Інтерпретація спадщини - для майбутнього Європи» і була присвячена питанню, яким чином, досвід, отриманий внаслідок відвідування історичних об’єктів, сприяє формуванню знань про такі поняття, як права людини, формування активної громадянської позиції і зміцнення миру.
Міжнародні проекти зосереджують увагу на ряді основних тем, які включають розробку європейських критеріїв якості (проект LEADER “Transinterpret”, проект Leonardo “TOPAS”), підготовку пропозицій щодо навчальних курсів (проект Leonardo "HeriQ"), роботу з людьми з особливими потребами (проект Grundtvig “HISA”), застосування компетентнісних підходів до навчання (проект Leonardo "IOEH",проект Grundtvig “InHerit”).
Тренінги пропонуються різними мовами, і зараз сфокусовані на підготовці майбутніх гідів та їх тренерів для обслуговування відвідувачів таких об'єктів, як парки або музеї.

## Співпраця
Interpret Europe є частиною глобального альянсу, що співпрацює з Національною асоціацією з інтерпретації - National Association for Interpretation (США), канадським співтовариством - Interpretation Canada (Канада), австралійською асоціацію - Interpretation Australia Association (Австралія) та іншими мережами та ініціативами. У Європі, на цей час реалізуються спільні проекти з Асоціацією з інтерпретації спадщини - Association for Heritage Interpretation (Велика Британія), з чеською асоціацією - Sdružení pro interpretaci místního dědictví (Чехія). Interpret Europe також приєдналась до угоди з обміну між іспанською асоціацією - Asociación para la Interpretación del Patrimonio (Іспанія) та португальською асоціацією Associação de Interpretação do Património Natural e Cultural (Португалія). Interpret Europe сприяє розвитку нових національних асоціацій в Європі.